# Enchophora eminenta
Enchophora eminenta är en insektsart som beskrevs av Schmidt 1909. Enchophora eminenta ingår i släktet Enchophora och familjen lyktstritar. Inga underarter finns listade i Catalogue of Life.